# Maskelyne (crater lunar)

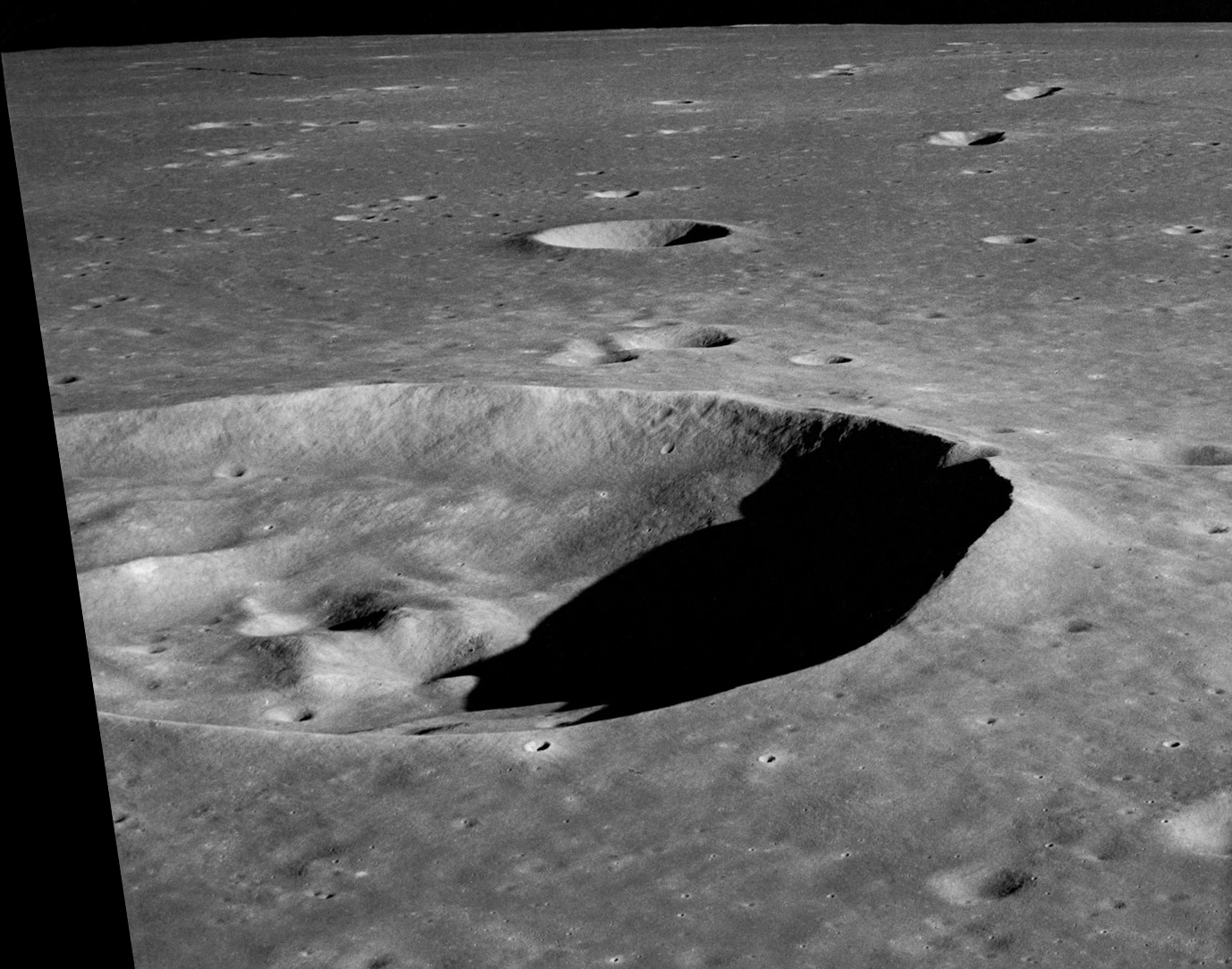
Vedere oblică asupra craterului Maskelyne, obținută de pe Apollo 10

Maskelyne este un crater lunar solitar de impact situat în partea de sud–est a Mării Liniștii, având un diametru de 22 km. A fost numit după astronomul britanic Nevil Maskelyne. Rama exterioară are o formă oarecum poligonală, deși este în general circulară. Pereții interiori sunt terasați iar fundul craterului prezintă o excrescență situată central. 
Locul de aselenizare al expediției Apollo 11 se află situat la aproximativ 250 de kilometri spre vest–sud–vest. În nord–est sunt craterele Wallach și Aryabhata, în sud–est se află craterul Censorinus, iar în partea de sud sunt situați munții lunari cunoscuți sub denumirile informale de Duke Island și Boot Hill. Depresiunile sinuoase aflate la sud–vest și la vest de Maskelyne au fost denumite informal de către echipajul Apollo 10 Sidewinder, respectiv Diamondback. Acestea au fost menționate ca atare de către misiunile ulterioare, în special Apollo 11. 

## Craterele satelite

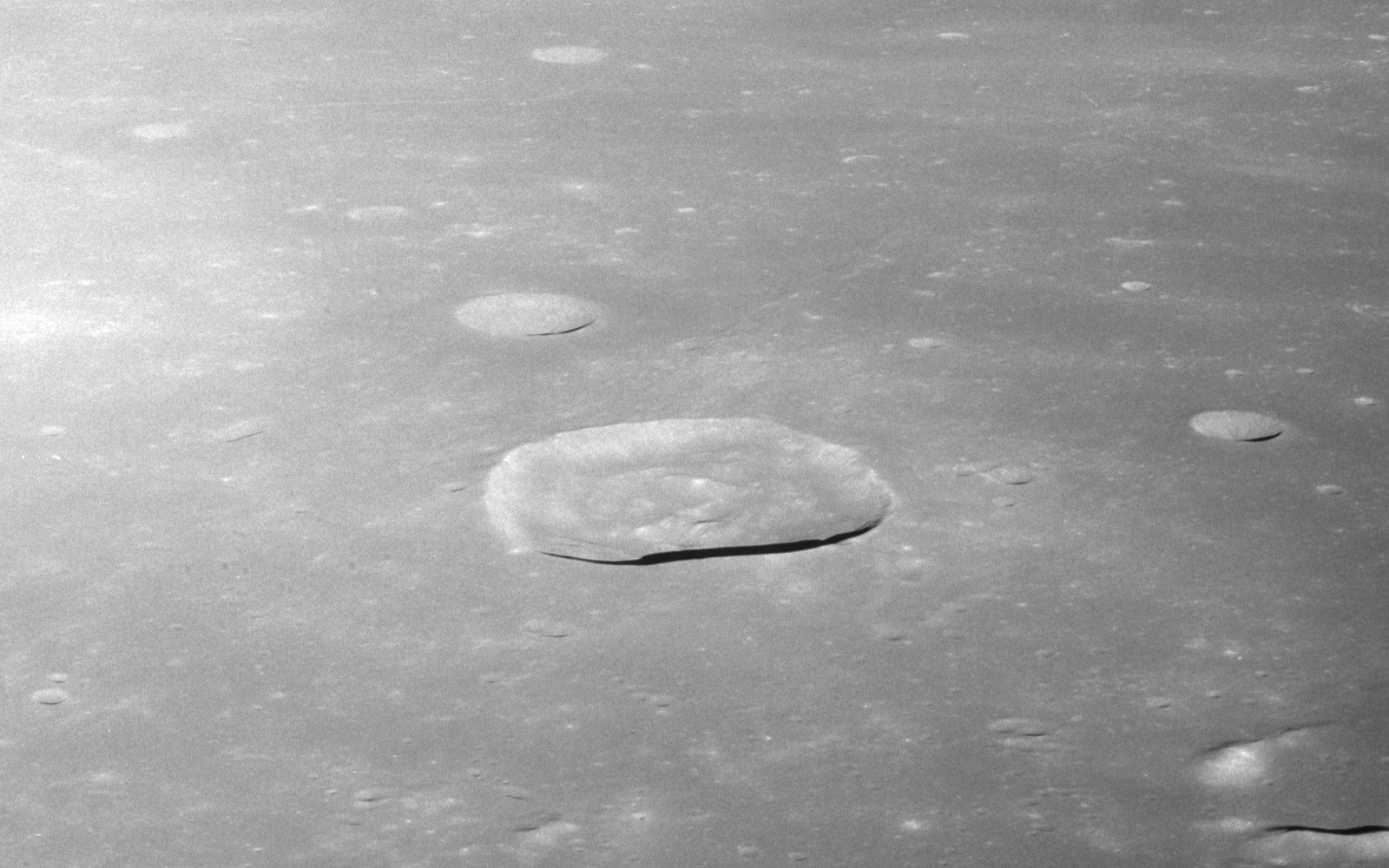
Vedere oblică orientată spre vest de Apollo 11, indicând Maskelyne în centru, Maskelyne B deasurpa acestuia, Maskelyne G în partea centrală superioară, Maskelyne X și Y în stânga sus și Maskelyne K la dreapta.

Prin convenție, craterele vecine sunt identificate pe hărțile lunare prin plasarea de litere alături de numele craterului central, în acest caz Maskelyne. 
| Maskelyne | Latitudine | Longitudine | Diametru |
| --------- | ---------- | ----------- | -------- |
| A         | 0,1 ° N    | 34,0 ° E    | 29 km    |
| B         | 2,0 ° N    | 28,9 ° E    | 9 km     |
| C         | 1,1 ° N    | 32,7 ° E    | 9 km     |
| D         | 2,5 ° N    | 32,5 ° E    | 33 km    |
| F         | 4,2 ° N    | 35,3 ° E    | 21 km    |
| G         | 2,4 ° N    | 26,7 ° E    | 6 km     |
| J         | 3,2 ° N    | 32,7 ° E    | 4 km     |
| K         | 3,3 ° N    | 29,6 ° E    | 5 km     |
| M         | 7,8 ° N    | 27,9 ° E    | 8 km     |
| N         | 5,4 ° N    | 30,3 ° E    | 5 km     |
| P         | 0,5 ° N    | 34,1 ° E    | 10 km    |
| R         | 3,0 ° N    | 31,3 ° E    | 13 km    |
| T         | 0,0 ° S    | 36,6 ° E    | 5 km     |
| W         | 0,9 ° N    | 29,2 ° E    | 4 km     |
| X         | 1,3 ° N    | 27,4 ° E    | 4 km     |
| Y         | 1,8 ° N    | 28,1 ° E    | 4 km     |

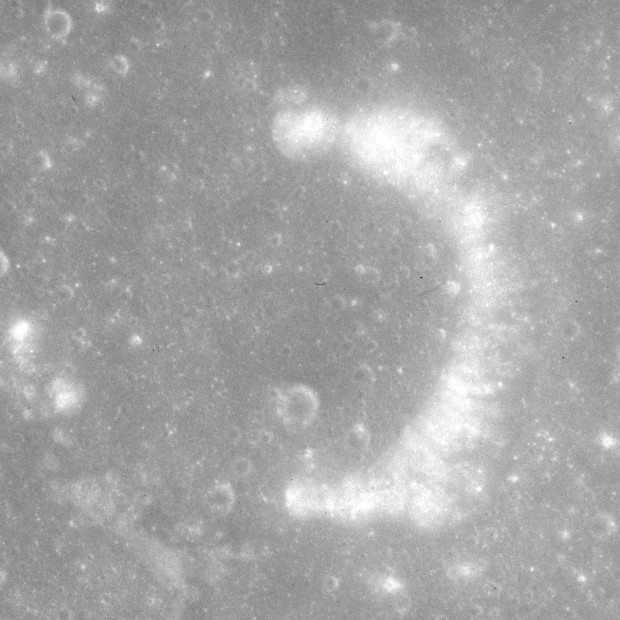
Imagine a lui Maskelyne F obținută de pe Apollo 15
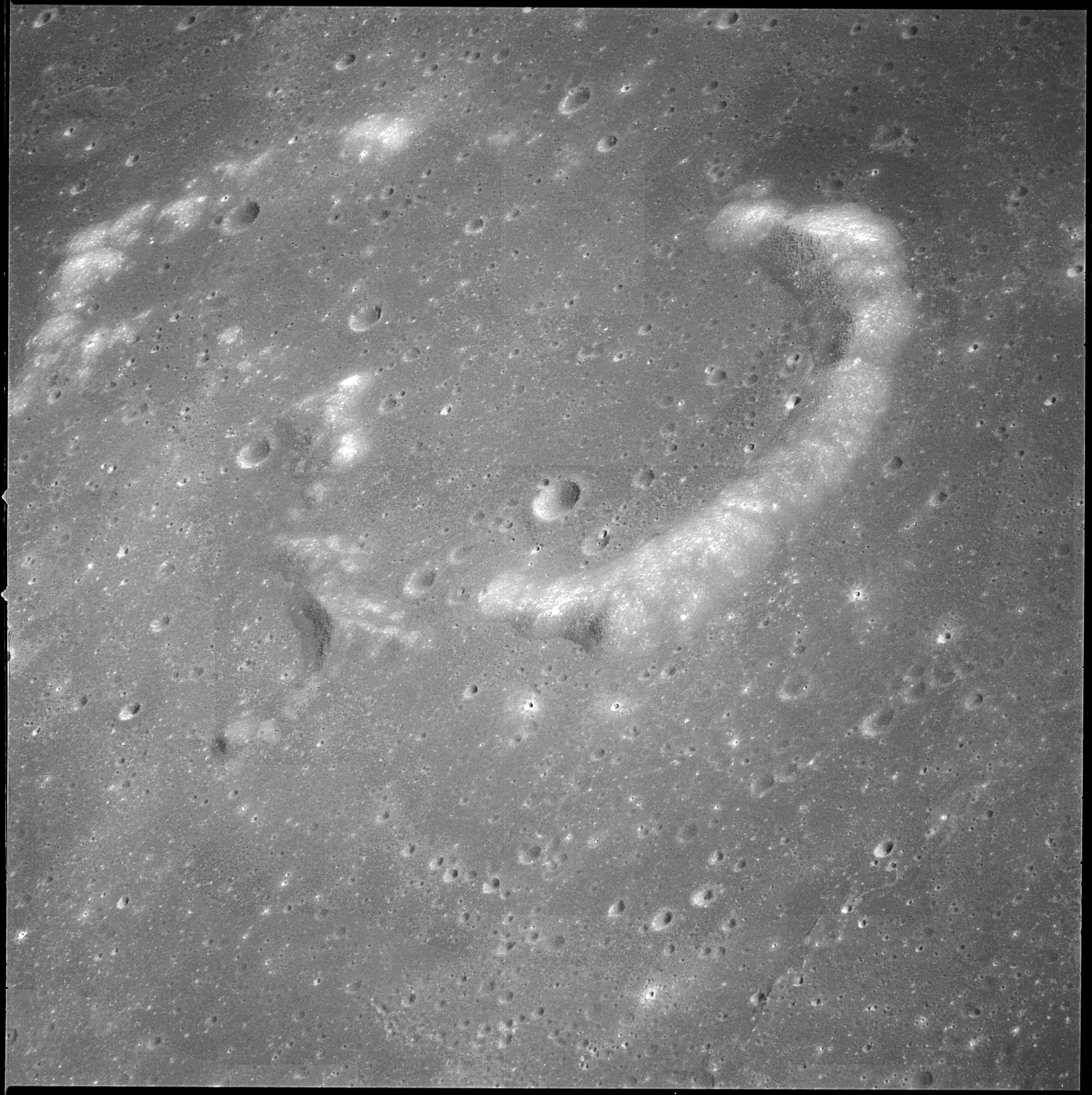
Vedere oblică asupra Maskelyne F obținută de pe Apollo 10

Următoarele cratere au fost redenumite de către  Uniunea Astronomică Internațională: 

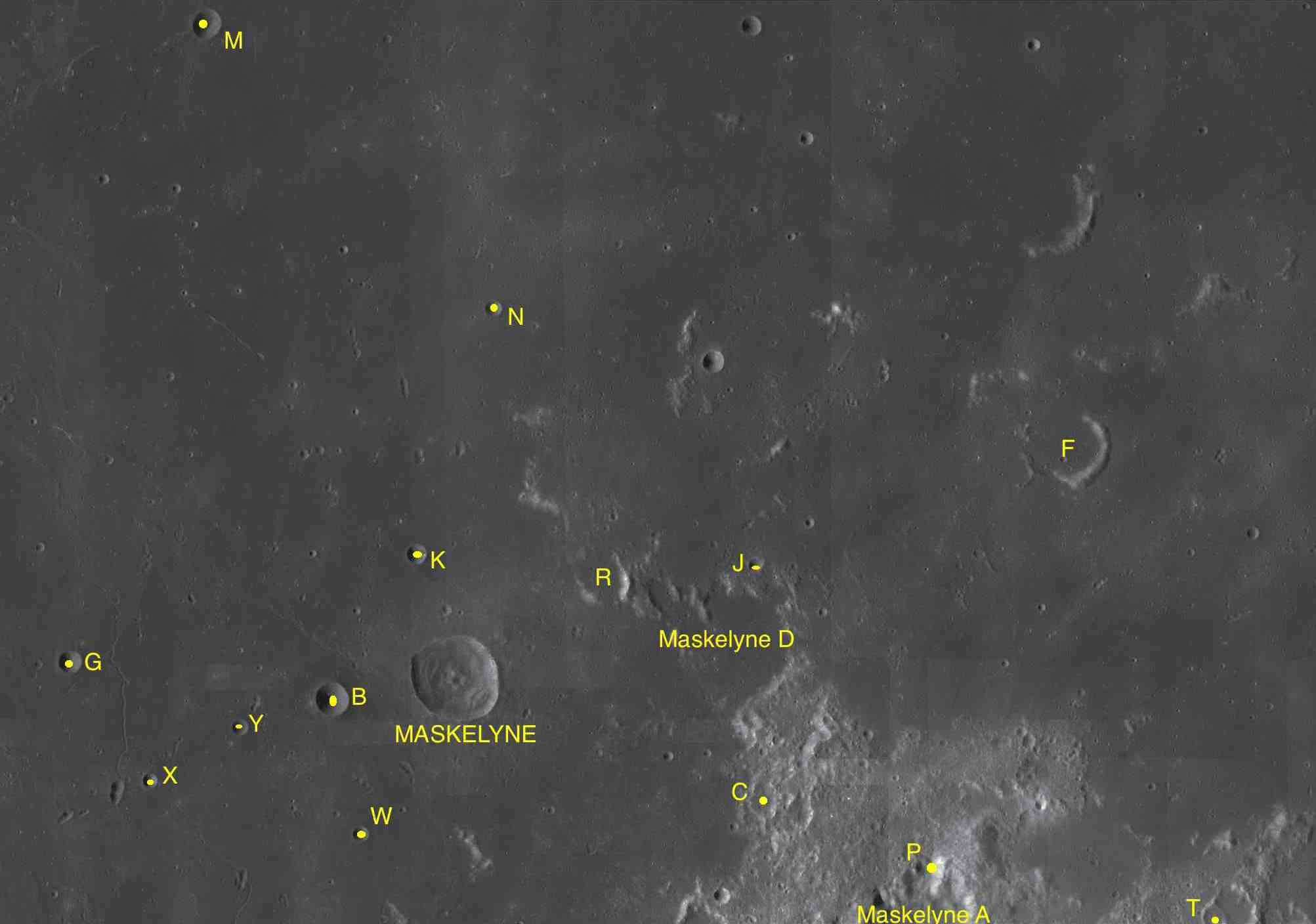
Craterele satelit ale lui Maskelyne

- Maskelyne E — Aryabhata
- Maskelyne H — Wallach